# Вирсавия
Вирса́вия (Бат Шева, ивр. בת שבע‎ «дочь клятвы») — дочь Елиама, вдова Урии Хеттеянина, жена царя Давида и мать царя Соломона.

## В Ветхом Завете
Согласно Библии, Вирсавия была женщиной редкой красоты. Царь Давид, прогуливаясь на крыше своего дворца, увидел внизу купающуюся Вирсавию. Её муж, Урия Хеттеянин, находился в то время вдали от дома, на службе в армии Давида. Вирсавия не пыталась соблазнить царя, о чём свидетельствует библейский текст. Но Давид соблазнился красотой Вирсавии и приказал, чтобы её доставили во дворец. В результате их отношений она забеременела. Позже Давид написал командиру армии Урии письмо, в котором приказал поставить Урию там, где будет «самое сильное сражение, и отступите от него, чтоб он был поражен и умер» (2Цар. 11:15). Действительно, так и произошло, и Давид впоследствии женился на Вирсавии. Их первый ребёнок прожил всего несколько дней. Давид же раскаялся в содеянном. 50-й псалом написан Давидом, когда он каялся в том, что убил благочестивого мужа Урию Хеттеянина и овладел его женою Вирсавиею.
Имела высокое положение самой возлюбленной из жён Давида. Давид короновал Соломона, сына Вирсавии, на царство.

## Этимология имени
Имя Вирсавия пришло в русский язык из греческого перевода Библии. В оригинальном тексте женщина носит имя Бат-Шеба, «дочь клятвы», или же Бат-Шуа. По мнению библеиста Л. Несёловски-Спано, поскольку Бат-Шуа происходила из хеттов, как и её первый муж, то её имя, как и ряд других библейских имён, было изначально хеттским, но было переосмыслено в рамках еврейской этимологии; он предполагал, что оригинальное имя было связано с Шавушкой, хеттской и хурритской богиней любви.

## В искусстве
Библейская история послужила сюжетом для многих произведений искусства. Вирсавия обычно изображается нагой, хотя более ранние художники Ренессанса показывают её одетой и просто моющей руки или ноги. Давид подглядывает издалека, обычно с балкона или башни.
Иногда Вирсавию изображают с письмом в руках, либо рядом с посланником, передающим письмо, хотя Библия не указывает на эту деталь.
- Батшеба. Жан-Леон Жером. 1889.
- Купающаяся Вирсавия. Миниатюра Жана Бурдишона из Часослова Людовика XII
- Вирсавия. Ханс Мемлинг
- Вирсавия у фонтана. Петер Пауль Рубенс
- Вирсавия. Александр Иванов
- Вирсавия. К.П. Брюллов
- Вирсавия за туалетом. Питер Ластман. Эрмитаж
- Купание Вирсавии. Рембрандт

## В астрономии
В честь Вирсавии назван астероид (592) Батшева, открытый в 1906 году.